# 章程
章程或称附例（英語：by-law）是一個组织或团体为规范自身的行為而制定的规则。公司和组织的章程仅适用於自身，并且通常关乎公司的营运活动，例如规定运营形式、方式或程序。公司章程由公司的创始人或董事起草。